# Walter Model
Otto Moritz Walter Model (Genthin, 24 gennaio 1891 – Duisburg, 21 aprile 1945) è stato un generale (feldmaresciallo) tedesco. 
È considerato uno tra i più energici e combattivi generali tedeschi della seconda guerra mondiale, particolarmente abile nella tattica difensiva.
Molto apprezzato dallo stesso Adolf Hitler, che lo definì in più occasioni "il mio miglior feldmaresciallo", Model si distinse prima alla testa di unità corazzate e poi al comando di armate e gruppi d'armate sia all'est che all'ovest, dove mise in mostra grande determinazione e notevoli capacità operative riuscendo in numerose circostanze a risolvere favorevolmente situazioni di grave difficoltà per il fronte tedesco. Negli ultimi giorni della guerra, circondato con le sue truppe nella sacca della Ruhr, preferì suicidarsi per non cadere prigioniero del nemico.

## Biografia

### La prima guerra mondiale
Nato nel 1891 a Genthin in Sassonia, Model proveniva da una famiglia della piccola borghesia luterana. Non apparteneva quindi a quell'aristocrazia militare che aveva per anni costituito il nerbo dello Stato maggiore prussiano. Nel 1908 entrò nell'accademia militare (Kriegsschule) di Neisse. In quel contesto, Model si distinse come uno dei cadetti più brillanti del suo corso, ottenendo la promozione al grado di Leutnant (tenente).
Nel 1910 fu assegnato al 6º Battaglione brandeburghese del 52º Reggimento di fanteria, dove ricoprì gli incarichi di aiutante di battaglione e poi di aiutante di reggimento. Con quest'unità prese parte alla prima guerra mondiale sul fronte occidentale, partecipando alle prime fasi della Battaglia di Verdun. I suoi meriti sul campo lo portarono, nel 1916, ad essere destinato al corso accelerato per ufficiali di Stato maggiore, e a ricoprire vari incarichi di Stato maggiore a livello di brigata, oltre che a una breve missione nell'Impero ottomano, alleato della Germania durante la Grande Guerra. In Turchia fu insignito, per il suo aiuto alle truppe ottomane, della Stella di Gallipoli o Mezzaluna di Ferro dal sultano Mehmet V.
I meriti conseguiti sul campo nel corso del primo conflitto mondiale portarono Model a ricevere numerosi e importanti riconoscimenti: fu decorato con la Croce di Ferro di prima classe nel 1915 e con l'Ordine di Hohenzollern nel 1917; successivamente, nel marzo 1918 fu promosso al grado di Hauptmann (capitano).

### Il primo dopoguerra
Alla fine del conflitto Model godeva della fama di essere uno dei più capaci e promettenti giovani ufficiali tedeschi; questo gli consentì di diventare uno dei 4.000 ufficiali del ricostituito esercito della Repubblica di Weimar (Reichswehr). In quegli anni, Model ricoprì vari incarichi di Stato maggiore e di reparto: nell'ottobre 1925 ricevette il comando della 9ª Compagnia dell'8º Reggimento di fanteria, mentre nel 1928 fu assegnato allo Stato maggiore della 3ª Divisione di fanteria. Promosso Major (maggiore) nel 1929, fu trasferito a Berlino, presso lo Stato maggiore generale, dove assunse la direzione della sezione 4 del Ufficio addestramento (Truppenamt) della Reichswehr.
Nel 1933, con il grado di Oberstleutnant (tenente colonnello) tornò ad un incarico operativo, quale comandante di battaglione presso il 2º Reggimento di fanteria, del quale assunse il comando l'anno seguente. Fra il 1935 e il 1938 fu nuovamente a Berlino, come capo della sezione 8 dello Stato maggiore generale, prima di essere trasferito, nel novembre del 1938 al IV Corpo d'armata come capo di Stato maggiore. Le esperienze realizzate nel primo dopoguerra presso lo Stato maggiore generale e presso le unità di élite cui fu assegnato, portarono Model ad essere uno dei più entusiasti sostenitori della necessità di ammodernamento dell'esercito tedesco, intuendo la centralità delle nuove armi nella guerra moderna. Il 1º maggio 1939, alla vigilia dello scoppio della seconda guerra mondiale, fu promosso Generalmajor (maggiore generale).

### La seconda guerra mondiale

#### I primi incarichi

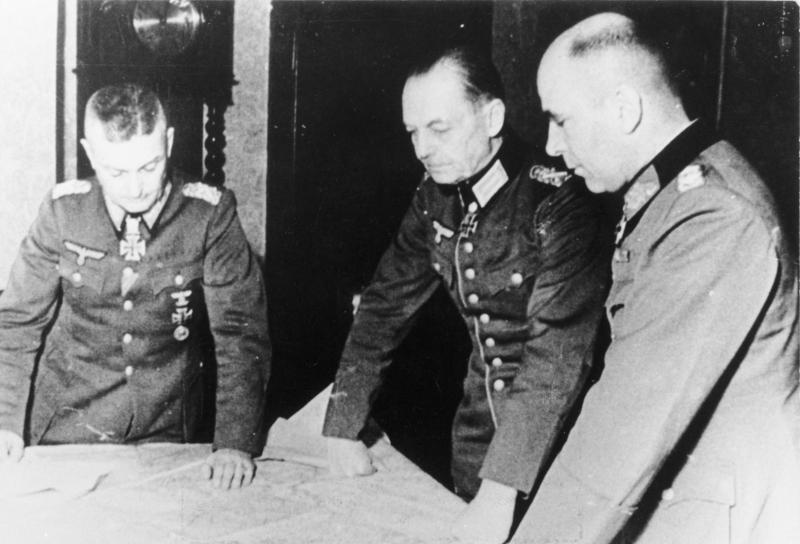
Walter Model, Gerd von Rundstedt e Hans Krebs

Nell'ottobre del 1939, dopo aver preso parte all'invasione della Polonia in veste di capo di stato maggiore del IV Corpo d'armata, venne trasferito alla XVI Armata, come capo di Stato maggiore. Dopo aver combattuto in Francia ed essere stato promosso Generalleutnant (tenente generale), nel novembre del 1940 assunse il comando della 3. Panzer-Division.

#### La campagna di Russia
Alla testa della 3. Panzer-Division, Model prese parte all'operazione Barbarossa sin dalle prime fasi, guidando l'avanzata tedesca in Ucraina e svolgendo un ruolo decisivo nell'accerchiamento di Kiev. Durante il periodo passato al comando di quest'unità, Model iniziò a sperimentare un programma di addestramento speciale che prevedeva la formazione di gruppi combattenti provenienti da diverse specialità: fanteria, artiglieria, mezzi corazzati e altro. In questo modo Model anticipò di alcuni mesi la prassi dell'esercito tedesco di costituire regolarmente gruppi di combattimento combinati, confermando la sua fama di innovatore.
Promosso General der Panzertruppen, fu trasferito, nell'ottobre 1941, presso il 41º Panzerkorps dove si mise in evidenza per la sua abilità tattica, specialmente nelle manovre difensive. Fu principalmente merito suo, infatti, se la controffensiva sovietica dell'inverno 1941 (seguita al fallimento dell'operazione Tifone) non si trasformò in una disfatta, salvando così le sue truppe dall'accerchiamento sovietico.

#### La tattica difensiva
La tattica difensiva di Model si basava sull'osservazione che i sovietici attaccavano sempre in massa e con scarsa coordinazione tra i reparti; questo tipo di attacchi tendeva ad essere maggiormente efficace quando a fronteggiare la pressione degli attaccanti era disposta una linea difensiva organizzata su singoli punti fortificati, piuttosto che una linea di difesa continua. Per di più Model aveva rilevato che l'organizzazione di supporto logistico sovietica era ancora in larga parte incapace di sostenere una battaglia di movimento e di penetrazione in profondità attraverso le linee nemiche; ciò significava che, anche qualora il fronte difensivo fosse stato sfondato in un punto, tale sfondamento non avrebbe rappresentato necessariamente un elemento di crisi generale.
Così Model organizzò la sua difesa distribuendo gli uomini su tutto il corso del fronte, in modo da sfruttare il vantaggio delle sue truppe in termini di artiglieria, lasciando nel frattempo a piccoli kampfgruppen meccanizzati operanti nelle retrovie l'onere di chiudere eventuali falle create da attacchi nemici. Questo schema difensivo, ancorché dispendioso, si rivelò vincente contro i sovietici e condusse in salvo il XVI. Panzer-korps; Model guadagnò la fama di maestro della difesa, continuando ad adottare la tattica appena descritta per il resto della sua carriera.

#### Al comando della 9ª Armata
In virtù della sua abilità nelle operazioni di difesa, Model fu posto al comando della 9ª Armata, che tra gennaio 1942 e il marzo del 1943 si trovava a difendere una difficilissima posizione nel saliente di Rzhev. La nomina di Model fu accettata e condivisa da Hitler in persona: di lui il Führer apprezzava non solo la reputazione di mastino della difesa, ma soprattutto la determinazione e la forza dell'animo, qualità decisive per portare a successo un'operazione così complicata.
Quando Model si insediò il 19 gennaio 1942 presso il suo nuovo comando a Sychevka, il settore affidato alla 9ª Armata era in pieno scompiglio. Il Fronte Kalinin del Generale Ivan Konev aveva sfondato le linee tedesche, arrivando a minacciare la principale via di rifornimento dell'intero Heeresgruppe Mitte: l'autostrada Mosca-Smolensk. Le posizioni della 9ª Armata, oltretutto, erano ulteriormente minacciate dallo sfondamento della XXXIX Armata sovietica che, attaccando sul fianco destro del saliente di Rzhev, raggiunse le rive del Dnepr, giungendo quasi a circondare le truppe tedesche operanti nell'area.
A dispetto del pericolo, Model diede disposizioni di organizzare un immediato contrattacco, che colse di sorpresa le truppe sovietiche e portò all'accerchiamento della XXXIX Armata sovietica. Nei durissimi scontri che ne seguirono, la 9ª Armata riuscì a respingere i ripetuti tentativi sovietici di liberare le loro unità intrappolate: Model realizzò così un'importante vittoria per il morale e per la tenuta di tutto il settore centrale delle difese tedesche. A seguito di questo successo, Model venne nominato Generaloberst (colonnello generale) il 28 febbraio 1942.
Una volta risolta l'emergenza, Model, organizzò la difesa del fronte facendo ricorso sia a tattiche militari convenzionali, sia a innovazioni da lui studiate negli anni precedenti. Questi erano i principi fondamentali su cui si basò la famosa difesa di Model:
- un moderno sistema di intelligence militare, basato su ricognizioni e fonti provenienti dalle prime linee e non su rapporti preparati da analisti nelle retrovie;
- linee difensive continue, indipendentemente da quanto fossero sottili;
- divisione delle unità di riserva in piccoli gruppi, così da poter più prontamente intervenire per tappare ogni possibile sfondamento;
- controllo dei battaglioni di artiglieria attribuito ai comandi di divisione o di corpo d'armata, così che potessero meglio stabilire come impiegarli.

I principi su cui Model aveva fondato il suo schema di difesa contravvenivano ad alcune consolidate tradizioni dell'esercito prussiano; la cosa più interessante da notare però è che Model contravvenne anche a un ordine diretto di Hitler. Nonostante il Führer avesse infatti ordinato di non costituire più linee di difesa lungo il fronte, così da evitare la tentazione da parte dei soldati di arretrare su posizioni più sicure nelle retrovie, Model continuò lo stesso a basare la sua difesa su più linee continue, ignorando di fatto quell'ordine.
L'utilizzo di queste tattiche di difesa permise alla 9ª Armata di difendere le sue posizioni fino alla primavera del 1943. In questo periodo gli attacchi sovietici furono continui e decisi, ma le truppe sotto il comando di Model riuscirono a respingerli tutti; uno di questi attacchi falliti (nome in codice operazione Marte) è stato indicato come la più grande sconfitta subita durante la guerra dal principale condottiero sovietico: il Maresciallo Georgy Zhukov.
Nel contesto di una riorganizzazione complessiva del fronte orientale, il comando tedesco autorizzò l'avvio dell'operazione Bufalo, che nel marzo del 1943 portò all'evacuazione del saliente di Rzhev da parte della 9ª Armata e al suo riposizionamento presso la zona di Orël. L'evacuazione fu eseguita con successo; tuttavia le azioni anti-partigiane condotte nel corso della stessa portarono alla morte di quasi 3.000 russi e alla distruzione di numerosi villaggi.
Nel luglio del 1943 la 9ª Armata di Model prese parte alla battaglia di Kursk: la più grande battaglia di carri armati di tutta la seconda guerra mondiale. In questa circostanza, Model ebbe un ruolo decisivo anche nella pianificazione dell'operazione; è corretto attribuirgli, dunque, non poche responsabilità nella sconfitta che patirono i tedeschi. Contrariamente al parere del feldmaresciallo Erich von Manstein, infatti, Model spinse per ritardare il più possibile l'attacco al saliente di Kursk, così da permettere l'arrivo al fronte di nuove unità corazzate di ultima generazione. Questo ritardo fu letale per le truppe tedesche: i sovietici riuscirono a rafforzare le loro posizioni nel saliente e a pianificare una controffensiva verso Orël che mise in difficoltà la 9ª Armata.

#### La promozione a Feldmaresciallo
La sconfitta a Kursk non riuscì ad offuscare la reputazione di mastino della difesa di Model. Anche il suo allontanamento dal comando della IX Armata, nel settembre del 1943, servì semplicemente a tenerlo libero e a disposizione del Führer per nuovi incarichi dopo un'eventuale offensiva sovietica.
All'inizio del 1944 dopo aver ottenuto la prestigiosa promozione al grado di feldmaresciallo, assunse in successione il comando dell'Heeresgruppe Nord (fra gennaio e marzo), dell'Heeresgruppe Nordukraine (fra marzo e giugno) e dell'Heeresgruppe Mitte (fra giugno e agosto). In tutti questi incarichi riuscì sempre a raggiungere l'obiettivo a lui richiesto: arginare le offensive sovietiche e riorganizzare le linee di difesa tedesche.

#### Sul Fronte occidentale
Dopo che le truppe Alleate sbarcate in Normandia mandarono in crisi il fronte occidentale tedesco con le loro avanzate, Model fu trasferito al fronte occidentale, nella speranza che qui come in Unione Sovietica sapesse riportare ordine nelle confuse linee tedesche. Assumendo il comando dell'Heeresgruppe B, confermò al suo posto il generale Hans Speidel, capo di stato maggiore del Gruppo. Per alcuni giorni assunse anche l'incarico di Oberbefehlshaber West al posto di Günther von Kluge.
Evacuata la Francia, riparò con i suoi reparti nei Paesi Bassi e Belgio, dove prese parte alle operazioni per la difesa dei ponti di Arnhem e Nimega durante l'operazione Market Garden. In seguito, nell'inverno 1944-1945, fu impegnato con Josef Dietrich e Hasso von Manteuffel nell'offensiva delle Ardenne, l'ultima offensiva lanciata dai tedeschi sul fronte occidentale.
Dopo il fallimento dell'offensiva delle Ardenne, la situazione sul fronte occidentale si fece molto dura per Model; alle sue truppe mancavano rincalzi e rifornimenti e, oltretutto, un preciso ordine di Hitler vietava all'Heeresgruppe B di arretrare dietro la sponda occidentale del Reno. Model fu così costretto a organizzare la difesa nelle condizioni peggiori: non solo aveva contro un avversario superiore in numero e mezzi, ma le sue truppe furono costrette a combattere con il Reno alle spalle che tagliava ogni possibilità di una ritirata strategica.
Le posizioni tedesche sul Reno, dunque, erano destinate a crollare, liberando agli Alleati la via per la conquista del bacino della Ruhr, centro fondamentale per l'industria bellica tedesca. Quando agli inizi di aprile del 1945 l'Heeresgruppe B, sotto il comando di Model, venne circondato dalle forze Alleate nella cosiddetta sacca della Ruhr, Model dapprima ordinò un'accanita resistenza, respingendo diverse proposte di capitolazione; poi, resosi conto della disperata situazione, ordinò ai suoi uomini di cessare i combattimenti nella sacca della Ruhr e sciolse il gruppo di armate. Oltre 300.000 soldati e 30 generali tedeschi furono così fatti prigionieri degli Alleati.
Prima di arrendersi, Model chiese al suo Capo di stato maggiore: "Secondo Lei abbiamo fatto tutto il possibile per giustificare il nostro comportamento agli occhi della storia? C'è dell'altro da fare?". Poi dopo un breve momento di silenzio aggiunse: "In passato i condottieri si avvelenavano". Il 21 aprile 1945 seguì il loro esempio, sparandosi un colpo alla testa in un bosco; il suicidio risparmiò al feldmaresciallo tedesco un processo per crimini di guerra, richiesto con decisione da parte dei sovietici, che lo avrebbe condotto a una sicura condanna a morte. Model fu seppellito nella Ruhr, nello stesso luogo dove si era suicidato. Nel 1955 suo figlio Hansgeorg Model, divenuto alto ufficiale della Bundeswehr, riesumò il cadavere del padre, dandogli sepoltura in un cimitero militare tedesco.
Tutti i generali che avevano servito agli ordini di Model resero onore alle sue qualità di comandante, anche se spesso, a causa dei suoi modi bruschi, ebbe scontri violenti sia con i superiori che con i suoi subordinati. Disse di lui il generale Hasso von Manteuffel: "Model era un tattico eccellente, migliore nella difesa che nell'attacco. Aveva una particolare abilità nel giudicare quel che la truppa poteva fare e quel che non poteva fare. Le sue maniere erano invise e i suoi metodi non sempre accettabili nell'ambiente più elevato dell'esercito tedesco; ma a Hitler andavano a genio le une e gli altri. Model teneva testa a Hitler come quasi nessun altro ardiva fare".

## I rapporti con Hitler e il nazismo
Seppur non svolgendo mai direttamente attività politica, Model è stato spesso indicato come un fervente nazionalsocialista. Ciò sia per i ripetuti atti di fede che manifestò verso il Führer e la sua politica, sia per le responsabilità che ebbe nel tacere sulle atrocità compiute contro i civili dalle SS nei settori sotto il suo comando. Fallito l'attentato alla vita di Hitler del 20 luglio 1944, Model era stato il primo ufficiale a riproclamare la sua fede nel Führer e a mandargli un telegramma che tale fede riaffermava; tali rassicurazioni rafforzarono le convinzioni di Hitler nelle capacità del suo generale. Tuttavia il rapporto di Model col suo Führer non fu di assoluto servilismo e sottomissione: egli infatti non solo seppe tenere testa a Hitler durante le riunioni ufficiali, ma talvolta non tenne conto nemmeno dei suoi ordini militari, agendo spesso secondo il proprio giudizio.